# Hannah Slater
Hannah Slater (de soltera Wilkinson, 1774 - 1812) fue una pionera e inventora estadounidense. Algunas fuentes afirman que fue la primera mujer estadounidense en recibir una patente, sin embargo, otras afirman que fue Hazel Irwin, en 1808, o Mary Kies, en 1809, fue la primera.

## Biografía
Slater creció en el seno de una familia cuáquera en Pawtucket, Rhode Island, con dos hermanas, cinco hermanos junto a sus padres Lydia y Oziel. Su padre era un exitoso hombre de negocios y socio comercial de Moses Brown, quien a su vez tenía negocios con el industrial Samuel Slater. Brown recomendó la casa de Wilkinson como un lugar adecuado para que Samuel Slater pudiera hospedarse cuando llegó a la zona a principios de 1790. En ese momento, Hannah tenía 15 años. 
Oziel y Lydia inicialmente estaban en contra de que Hannah se casara con alguien que no fuera cuáquero; sin embargo, cedieron y el 2 de octubre de 1791, Hannah y Samuel se casaron. En el mismo año, Samuel abrió su propia fábrica en la zona y comenzó a construir maquinaria para la fabricación de textiles, siguiendo el modelo de las máquinas con las que estaba familiarizado en Inglaterra. Este molino se ha conservado como un sitio histórico y se conoce como el sitio histórico Slater Mill . 

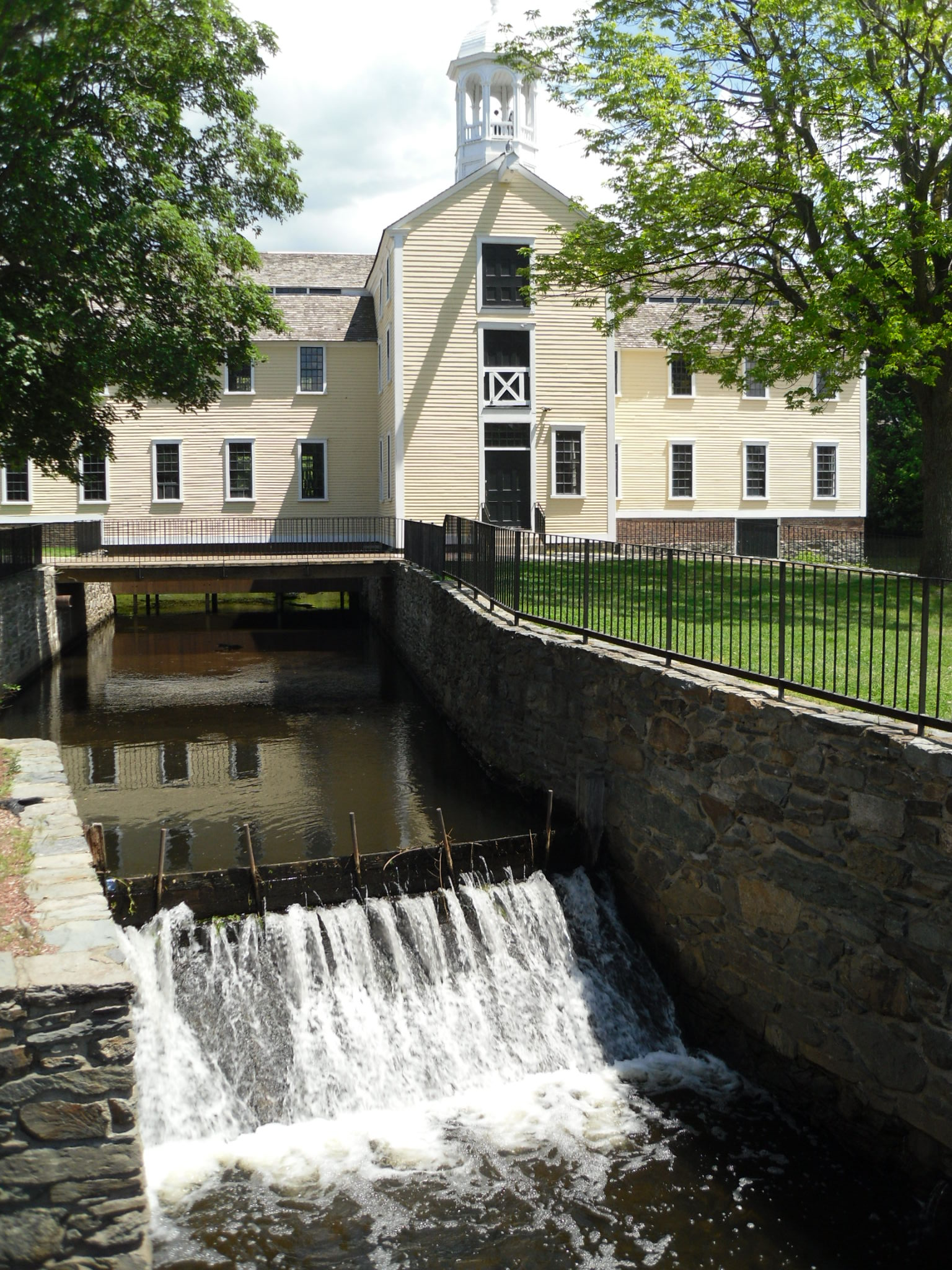
Slater Mill, 2010

### Inventora
En 1793, Samuel Slater le mostró a Hannah un hilo muy suave que había tejido con algodón de Surinam de fibra larga. Tenía la intención de usarlo para producir telas; sin embargo, Hannah y su hermana usaron una rueca manual para convertirlo en hilo, y el hilo resultante resultó ser más fuerte que el hilo de lino. El mismo año, Hannah solicitó a la Oficina de Patentes de EE . UU. una patente para una invención: un nuevo método para producir hilo de coser a partir de algodón. La patente se emitió a nombre de "Sra. Samuel Slater".

### Trabajo comunitario
Slater participó activamente en organizaciones religiosas y de bienestar en la comunidad de Pawtucket, como la creación de una escuela dominical en el pueblo y, en 1809, una Sociedad Benéfica Femenina. Slater era tesorera de la sociedad y su hermana Lydia era una de sus directoras.

### Familia
Slater dio a luz a 10 hijos, cuatro de los cuales murieron en la infancia o la niñez. Los hijos conocidos y sus años de nacimiento son William (n. 1796), Elizabeth (n. 1798), Mary (n. 1801), Samuel (n. 1802), George (n. 1804), John (n. 1805), Horatio (n. 1808), William (n. 1809) y Thomas (n. 1812).
Slater murió en 1812 unas dos semanas después del nacimiento de su último hijo, por complicaciones del parto a los 37 años. Su esposo escribió en sus memorias que después de su muerte "la lloraron los pobres, cuyas caridades y bondades habían experimentado". Slater fue enterrada en el cementerio Mineral Spring.